# Amphoe Nakhon Thai
Amphoe Nakhon Thai (thailändisch นครไทย) ist ein Landkreis (Amphoe – Verwaltungs-Distrikt) im östlichen Teil der Provinz Phitsanulok. Die Provinz Phitsanulok liegt in der Nordregion von Thailand.

## Geographie
Amphoe Nakhon Thai liegt im Osten der Provinz Phitsanulok und wird zu einem guten Teil vom Nationalpark Phu Hin Rong Kla bedeckt. Nakhon Thai liegt inmitten des Beckens des Mae Nam Nan (Nan-Fluss), der dem Mae Nam Chao Phraya (Chao-Phraya-Fluss) zufließt. Auch der Mae Nam Khwae Noi fließt durch die Amphoe, ebenso wie die kleineren Fia (Thai: ลำน้ำเฟี้ย) und Kaem (Thai: ลำน้ำแขม).
Amphoe Nakhon Thai grenzt von Südwesten im Uhrzeigersinn aus gesehen an Wang Thong und Chat Trakan der Provinz Phitsanulok, an die Amphoe Na Haeo und Dan Sai in der Provinz Loei sowie an Amphoe Khao Kho der Provinz Phetchabun.

## Sehenswürdigkeiten
- Nationalparks:
  - Nationalpark Phu Hin Rong Kla

Im Amphoe befinden sich mehr als 70 buddhistische Tempelanlagen (Wat).

## Verwaltung

### Provinzverwaltung
Amphoe Nakhon Thai besteht aus 11 Unterbezirken (Tambon), die weiter in 142 Dörfer (Muban) gegliedert sind.
| Nr. | Name        | Thai      | Muban | Einw.  |
| --- | ----------- | --------- | ----- | ------ |
| 1.  | Nakhon Thai | นครไทย    | 13    | 10.684 |
| 2.  | Nong Kathao | หนองกะท้าว | 26    | 15.917 |
| 3.  | Ban Yaeng   | บ้านแยง    | 12    | 09.612 |
| 4.  | Noen Phoem  | เนินเพิ่ม    | 17    | 11.795 |
| 5.  | Na Bua      | นาบัว      | 15    | 07.730 |
| 6.  | Nakhon Chum | นครชุม     | 08    | 03.125 |
| 7.  | Nam Kum     | น้ำกุ่ม      | 07    | 02.456 |
| 8.  | Yang Klon   | ยางโกลน   | 10    | 04.976 |
| 9.  | Bo Pho      | บ่อโพธิ์     | 14    | 07.029 |
| 10. | Ban Phrao   | บ้านพร้าว   | 10    | 06.351 |
| 11. | Huai Hia    | ห้วยเฮี้ย    | 10    | 06.488 |

### Lokalverwaltung
Es gibt zwei Kleinstädte (Thesaban Tambon) im Bezirk:
- Nakhon Thai (Thai: เทศบาลตำบลนครไทย) besteht aus Teilen des Tambon Nakhon Thai,
- Ban Yaeng (เทศบาลตำบลบ้านแยง) besteht aus Teilen des Tambon Ban Yaeng.

Außerdem gibt es neun „Tambon Administrative Organizations“ (TAO, องค์การบริหารส่วนตำบล – Verwaltungs-Organisationen) für die Tambon im Landkreis, die zu keiner Stadt gehören.